# 村上真紀
村上 真紀（むらかみ まき、5月24日 - ）は、日本の漫画家。北海道小樽市出身。血液型はA型。
商業誌での執筆活動の傍ら、同人サークル「CROCODILE-Ave」を主宰し、代表作『グラビテーション』の外伝・サイドストーリーを収録したボーイズラブ系創作物を主に発行している。

## 経歴
1995年、『きみとぼく』に掲載の『ナルシストの悲劇』でデビュー。翌1996年から2002年まで、同誌で『グラビテーション』を連載。コメディタッチのボーイズラブ作品として人気を集め、テレビアニメ・OVA化もされた。その他の作品に『君のうなじに乾杯!』など。

## 作品リスト

### 漫画
- ナルシストの悲劇
- グラビテーション コミックス全12巻（幻冬舎、『きみとぼく』連載）
- グラビテーション EX. コミックス1 - 2巻（幻冬舎、webコミック『スピカ』で現在連載中）
- グラビテーション スペシャル版 全6巻（幻冬舎）
- 君のうなじに乾杯! コミックス1 - 2巻（幻冬舎、『月刊コミックバーズ』連載）〈現在休載中〉
- 君のうなじに乾杯!R（幻冬舎、comicスピカ連載）
- 君のうなじに乾杯!スペシャル版(幻冬舎)
- ゲーマーズヘブン! コミックス1 - 4巻（マッグガーデン、『月刊コミックブレイド』連載）〈現在休載中〉